# Loricariidae
Loricariidae là họ cá da trơn lớn nhất (bộ Siluriformes), với 92 chi và hơn 680 loài cho đến nay, với các loài mới được miêu tả mỗi năm. Loricariidae có nguồn gốc từ môi trường sống nước ngọt của Costa Rica, Panama, và nhiệt đới và cận nhiệt đới Nam Mỹ.

## Hình ảnh

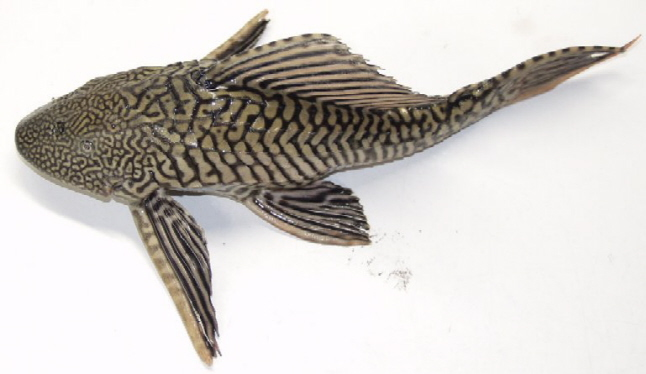
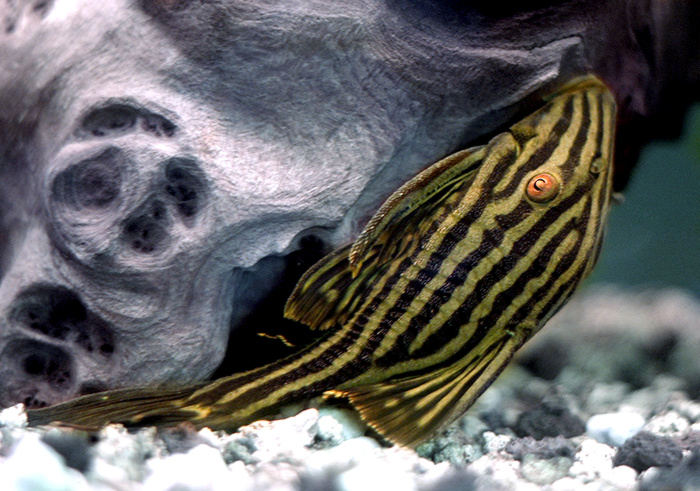
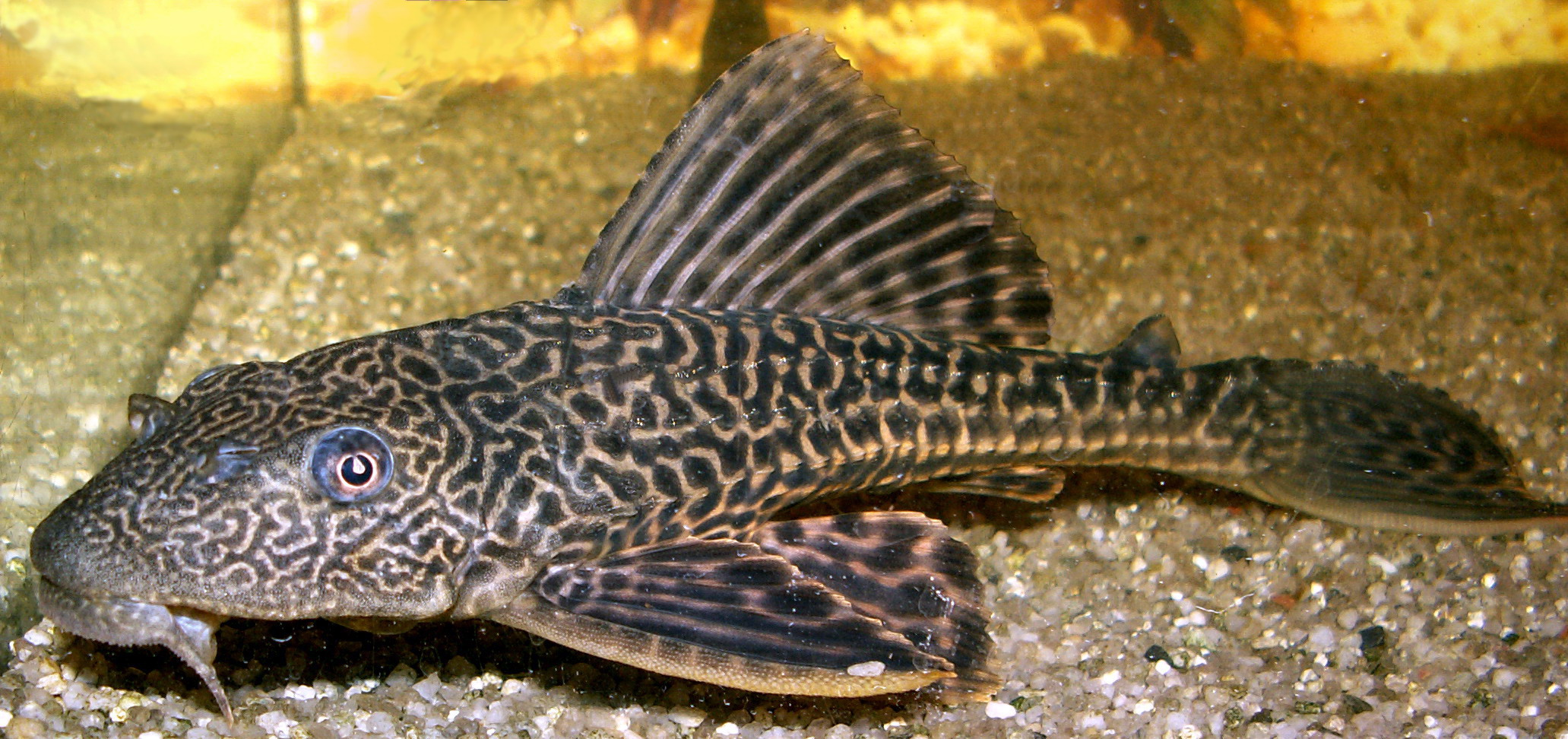